# Leptothorax longispinosus
Leptothorax longispinosus är en myrart som beskrevs av Julius Roger 1863. Leptothorax longispinosus ingår i släktet smalmyror, och familjen myror. Inga underarter finns listade i Catalogue of Life.